# Giubileo dei Giovani 1984
Il Giubileo dei Giovani del 1984 fu un incontro internazionale promosso da papa Giovanni Paolo II in occasione dell'Anno santo straordinario della redenzione. Si trattò del primo grande raduno giovanile promosso dalla Chiesa cattolica. Da quell'esperienza scaturì l'idea delle Giornate Mondiali della Gioventù che da allora si sono tenute, a cadenza bi o triennale, in diversi paesi del mondo.
L'incontro con il Papa si svolse a Roma sabato 14 aprile 1984 in occasione dell'imminente Domenica delle Palme. I giovani si ritrovarono in mattinata nella piazza antistante la Basilica di San Giovanni in Laterano per la messa, poi un lungo corteo si spostò verso Piazza San Pietro in Vaticano dove avvenne l'incontro con il Papa che, per l'occasione, fu accompagnato sul palco realizzato sulla gradinata della Basilica di San Pietro da Madre Teresa di Calcutta.
All'incontro parteciparono circa 300.000 persone, in gran parte italiani, ma con una significativa presenza di ragazzi provenienti dall'estero.
Il giorno dopo il Papa concluse il Giubileo dei Giovani durante l'angelus della Domenica delle Palme.
La settimana successiva, la domenica di Pasqua, il 22 aprile 1984, il Papa consegnò ai giovani la Croce della Giornata Mondiale della Gioventù come simbolo dell'«amore del Signore Gesù per l'umanità e come annuncio che solo in Cristo morto e risorto c'è salvezza e redenzione». Nell'occasione rinnovò l'appuntamento per un incontro con i giovani per la Domenica delle Palme successiva, il 31 marzo 1985, nell'anno che l'ONU aveva proclamato Anno internazionale della gioventù.

## Santi Patroni
I principali patroni della GMG del 1984 sono stati:
| Immagine | Nome                |
| -------- | ------------------- |
|          | Salus populi romani |
|          | Don Bosco           |